# Circuito Gran Cine
El Circuito Gran Cine es una asociación civil sin fines de lucro creada el 13 de junio de 1996, la cual funciona como una distribuidora de cine alternativo en gran parte de Venezuela. Bajo su tutela, una serie de salas de ensayo de diversas ciudades coordinan sus esfuerzos para exhibir películas nacionales e internacionales, que presentan interés artístico y cultural.
Entre las actividades que realizan se encuentran: cineforos, charlas, talleres, y la organización de diversos festivales, como el del cine (español, francés, italiano, independiente estadounidense, latinoamericano, europeo, entre otros).

## Salas de cine
Dispone de tres categorías de salas: activas, asociadas e invitadas.

### Salas activas
Proyectan cine alternativo a lo largo de todo el año, la integran las siguientes pantallas:
- Caracas:
  - Sala Cinemateca MBA de la Fundación Cinemateca Nacional.
  - Sala Margot Benacerraf del Universidad de las Artes (Unearte).
  - Cines Paseo I y II y Plus 1 y 2 del Trasnocho Cultural.
  - Sala Celarg 2- Cinemateca Nacional y Cine Celarg 3 del Centro de Estudios Latinoamericanos Rómulo Gallegos.
- Valencia:
  - Cine Patio Trigal de la Universidad de Carabobo.

### Salas asociadas
Forman parte de circuitos comerciales, pero eventualmente también proyectan cine alternativo (especialmente en los festivales mencionados anteriormente), la integran las siguientes pantallas:
- Caracas:
  - CinexArt Tolon piso 5 (Caracas).
  - Cines Unidos LÍDER (1 sala: Líder de Autor).

### Salas invitadas
Son espacios que tradicionalmente no proyectan obras cinematográficas, pero pueden acondicionarse para este fin, la integran las siguientes pantallas:
- Caracas:
  - Sala Ríos Reyna del Teatro Teresa Carreño.
- Barquisimeto:
  - Cine Club Charles Chaplin.
- Maracaibo:
  - Centro de Arte de Maracaibo Lía Bermúdez.
  - Teatro Baralt.
  - Cinemateca del Zulia.